# Allo
Allo là một đô thị trong tỉnh và cộng đồng tự trị Navarre, Tây Ban Nha. Đô thị này có diện tích là 36,26 ki-lô-mét vuông, dân số năm 2007 là 1078 người.
Đô thị nằm ở độ cao 429 m trên mực nước biển.

## Hành chính
| Nhiệm kỳ  | Tên                   | Chính Đảng        |
| --------- | --------------------- | ----------------- |
| 2005-2007 | Sergio Aisa Ochoa     | Indépendant       |
| 2007-2011 | Fernando Sainz Aldaba | Allo Siempre Allo |

## Biến động dân số
| Biến động dân số                                     | Biến động dân số | Biến động dân số | Biến động dân số | Biến động dân số | Biến động dân số | Biến động dân số | Biến động dân số | Biến động dân số | Biến động dân số | Biến động dân số |
| 1996                                                 | 1998             | 1999             | 2000             | 2001             | 2002             | 2003             | 2004             | 2005             | 2006             | 2007             |
| ---------------------------------------------------- | ---------------- | ---------------- | ---------------- | ---------------- | ---------------- | ---------------- | ---------------- | ---------------- | ---------------- | ---------------- |
| 1 049                                                | 1 028            | 1 066            | 1 039            | 1 028            | 1 029            | 1 054            | 1 072            | 1 072            | 1 068            | 1 078            |
| Sources: Allo et instituto de estadística de navarra |                  |                  |                  |                  |                  |                  |                  |                  |                  |                  |